# Fjodor Jefimowitsch Bokow

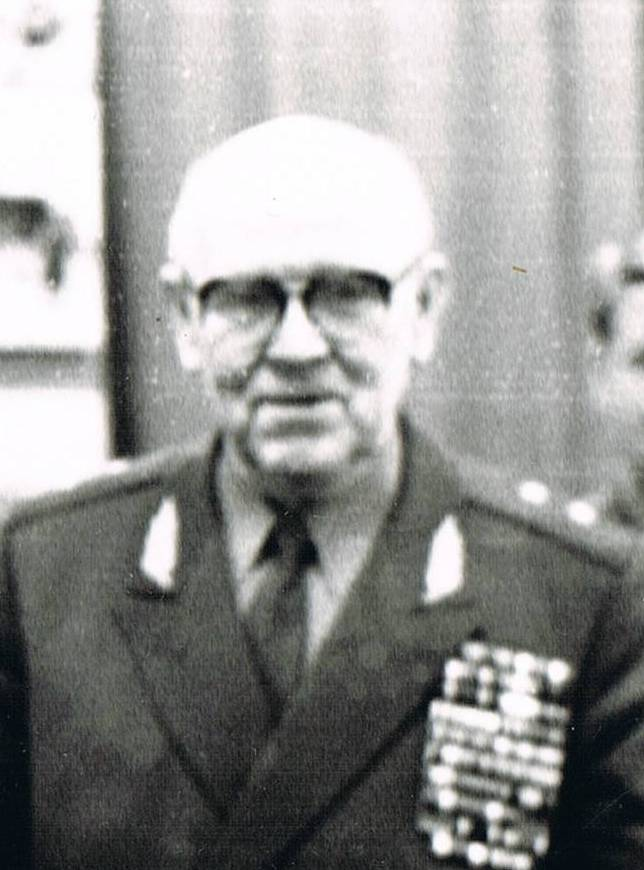
Fjodor Jefimowitsch Bokow (1983)

Fjodor Jefimowitsch Bokow (russisch Фёдор Ефимович Боков, wiss. Transliteration Fëdor Efimovič Bokov; * 25. Dezember 1903jul. / 7. Januar 1904greg. in Alfjorowka, Russisches Kaiserreich; † 1984) war als politisches Mitglied des Kriegsrates der Sowjetischen Militäradministration (SMAD) für die politische Linie der Militärverwaltung in der Sowjetischen Besatzungszone verantwortlich.

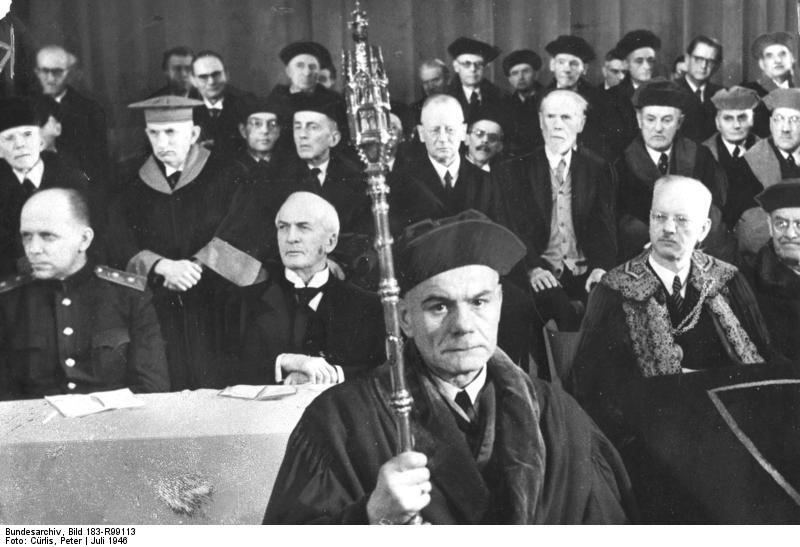
Eröffnung der Berliner Universität am 29. Januar 1946 im Admiralspalast. In der ersten Reihe am Tisch links General Bokow, 2 v.l. Oberbürgermeister Arthur Werner, rechts der neue Rektor Stroux

Bokow war von 1921 bis 1926 Komsomol-Funktionär. 1927 trat er der Kommunistischen Allunions-Partei (Bolschewiki) (WKP(B)), der späteren KPdSU, bei und war politischer Funktionär der Roten Armee. Seit 1937 war er Chef der Militärpolitischen Akademie „Lenin“. Von 1941 bis 1942 war er Kommissar beim Generalstab, danach Stellvertreter des Generalstab-Chefs für Organisationsfragen, seit 1943 Mitglied des Kriegsrates der Nordwestfront, ab 1944 Mitglied des Kriegsrates der 2. Weißrussischen Front und 1944 bis 1945 der 5. Stoßarmee.
Von 1945 bis 1946 war Bokow erstes (Politisches) Mitglied des Kriegsrates der SMAD. 1947 bis 1949 war er stellvertretender Kommandeur der Militärbezirke Wolga und Woronesch. Von 1949 bis 1951 war er aus politischen Gründen in Haft. Danach war er stellvertretender Kommandeur für das Ausbildungswesen im Militärbezirk Wolga und 1956 bis 1961 Chef von Kurslehrgängen an der Militärpolitischen Lenin-Akademie. Er wurde mit dem Lenin- und dem Rotbannerorden ausgezeichnet.